# Jules Fainzang

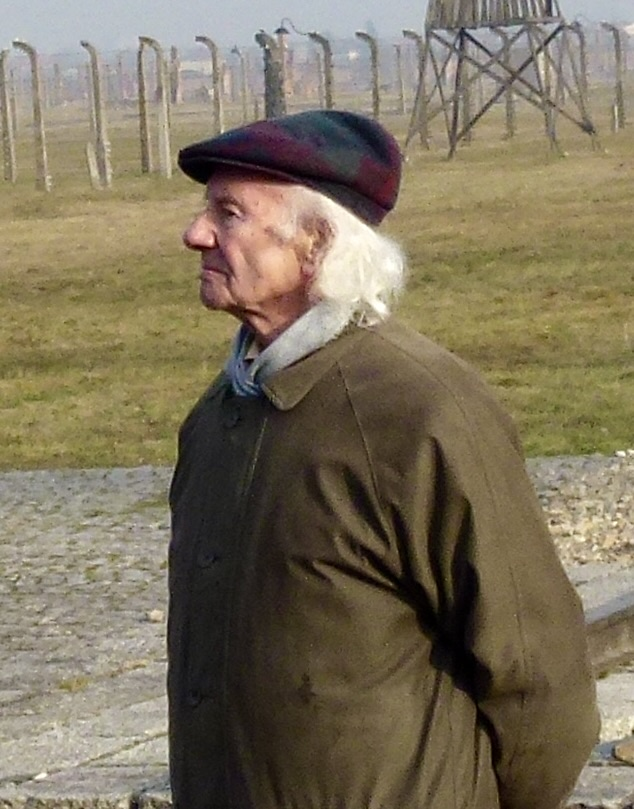
Jules Fainzang, 2011

Jules Fainzang (* 18. Mai 1922 in Warschau; † 21. Dezember 2015) war ein französischer Überlebender des Holocaust.
Im Alter von 20 Jahren wurde er von der französischen Gendarmerie auf Grund seiner jüdischen Herkunft verhaftet und anschließend an die Deutschen ausgeliefert. Er wurde am 28. August 1942 zusammen mit 1000 jüdischen Deportierten vom Sammellager Drancy im Konvoi Nr. 25 ins KZ Auschwitz III Monowitz eingeliefert (später ins KZ Blechhammer umverlegt). Als der Konvoi drei Tage später dort ankam, waren nur noch 71 Personen am Leben; nach Auflösung des Konzentrationslagers waren es nur noch acht von den ursprünglich 1000.

## Zeitzeugenberichte
Fainzang zählte zu den letzten noch lebenden, französischen Zeitzeugen des Holocaust. Im französischen Raum gab er Interviews zu den Umständen seiner Deportation, sprach als Zeitzeuge vor Schulklassen und gedachte mehrmals monatlich im KZ Auschwitz-Birkenau der Schrecken der Vergangenheit.
Darüber hinaus begleitete er Schulklassen auf Studienfahrten in Konzentrationslager.

## Bibliographie
- Im Jahr 2002 erschien von Jules Fainzang das Buch "Mémoire de Déportation" im Verlag l'Harmattan, Paris. Er schildert darin seine persönlichen Erfahrungen über die Deportation und die Vernichtung der Juden im KZ Auschwitz. (ISBN 2-7475-3393-X)

## Filme
- Jules Fainzang wirkte bei der DVD-Dokumentation "Le travail concentrationnaire par des déportés d'Auschwitz" des französischen Cercle d'étude de la Déportation et de la Shoah als Zeitzeuge mit.
- Im Collège St. Michel de Reims erarbeiteten Schüler eine Video-Dokumentation über seine Erlebnisse, welche unter dem Titel "Jules Fainzang, rescapé d'Auschwitz" veröffentlicht wurde.